# 巧克力角
巧克力角（英語：Cape Chocolate），是南極洲的海岬，位於維多利亞地的斯科特海岸，由羅伯特·斯科特率領的英國探險隊發現，現時由南極條約體系管理。